# Challenger de Cherburgo 2016
El torneo Challenger La Manche 2016 es un torneo profesional de tenis. Pertenece al ATP Challenger Series 2016. Se disputará su 23.ª edición sobre superficie dura, en Cherbourg, Francia entre el 22 al el28  de febrero de 2016.

## Jugadores participantes del cuadro de individuales
| Favorito | País                       | Jugador               | Rank1 | Posición en el torneo |
| -------- | -------------------------- | --------------------- | ----- | --------------------- |
| 1        | Bandera de Serbia          | Filip Krajinović      | 98    | Segunda ronda         |
| 2        | Bandera de Japón           | Yoshihito Nishioka    | 110   | Segunda ronda         |
| 3        | Bandera de Francia         | Pierre-Hugues Herbert | 111   | Cuartos de final      |
| 4        | Bandera de Alemania        | Daniel Brands         | 132   | Cuartos de final      |
| 5        | Bandera de República Checa | Adam Pavlásek         | 144   | FINAL                 |
| 6        | Bandera de Australia       | Jordan Thompson       | 149   | CAMPEÓN               |
| 7        | Bandera de Rusia           | Karen Jachanov        | 150   | Cuartos de final      |
| 8        | Bandera de Francia         | Kenny de Schepper     | 152   | Semifinales           |

- 1 Se ha tomado en cuenta el ranking del 15 de febrero de 2016.

### Otros participantes
Los siguientes jugadores recibieron una invitación (wild card), por lo tanto ingresan directamente al cuadro principal (WC):
- Gregoire Barrere
- Calvin Hemery
- Albano Olivetti
- Alexandre Sidorenko

Los siguientes jugadores ingresan al cuadro principal tras disputar el cuadro clasificatorio (Q):
- Maxime Authom
- Sadio Doumbia
- Frederik Nielsen
- Maxime Teixeira

## Campeones

### Individual Masculino
- Jordan Thompson derrotó en la final a  Adam Pavlásek, 4–6, 6–4, 6–1

### Dobles Masculino
- Ken Skupski /  Neal Skupski derrotaron en la final a  Yoshihito Nishioka /  Aldin Šetkić, 4–6, 6–3, [10–6]